# Vílkove
Vílkove (en ucraniano: Вилкове) es una ciudad ucraniana perteneciente al óblast de Odesa. Situada en el suroeste del país, es parte del raión de Izmaíl y del municipio (hromada) homónimo. Debido a una serie de canales excavados dentro de su territorio, la ciudad también se conoce como la Venecia de Ucrania.

## Toponimia
El nombre de la ciudad en otros idiomas de importancia es Vílkovo (en ruso: Вилково) o Valcov (en rumano: Vâlcov). El nombre del sitio proviene de vilka, difurcación en ucraniano.

## Geografía
Vílkove está situado en la parte ucraniana del delta del Danubio, en la frontera con Rumania. Vílkove se encuentra a 30 km al este de Kiliya y 148 km al suroeste de Odesa. Hay un punto de control en la frontera con Rumanía, Vílkove-Periprava. 
La administración de la Reserva de la biosfera del delta del Danubio, declarada Patrimonio de la Humanidad por la Unesco, se encuentra aquí. Desde el 13 de abril de 2007, el asentamiento de Bile en la Isla de las Serpientes al este de la ciudad en el mar Negro pertenece a Vílkove. 

## Historia
En la parte baja del delta del Danubio, que originalmente pertenecía al Imperio otomano, se asentaron hasta mediados del siglo XVIII cosacos del Don, cosacos de Zaporiyia y lipovanos, perseguidos políticamente por el zar ruso por razones religiosas. La ciudad fue fundada en 1746 y recibió los derechos de ciudad en 1762.
Vílkove fue incorporada al Imperio ruso en 1812 por el tratado de Bucarest y luego recibió una pequeña guarnición de cosacos del Danubio. Después de la guerra de Crimea, se adjuntó en 1856 al principado de Moldavia que, en 1859, formó Rumania al unirse con Valaquia. En 1878, Viíkove volvió a ser ruso. Todos estos cambios no afectan la vida cotidiana de los habitantes, quienes mantienen su fe, su idioma y su forma de vida basada en la pesca del esturión y la agricultura.
Vílkove perteneció al reino de Rumania entre 1918-1940. Por el pacto Ribbentrop-Mólotov, el territorio fue entregado a la URSS en 1940, lo que trastocó la vida local primero a causa de las persecuciones, en particular religiosas por parte de la NKVD (1940-1941 y después de 1944) y étnicas por parte de los fascistas rumanos tras la ocupación rumana durante la Segunda Guerra Mundial. Al final de la guerra, Vílkove pasó a formar parte de la República Soviética de Ucrania de la URSS.
En la tercera semana de marzo de 2018, se inició una gran inundación en la ciudad, que provocó la inundación de las zonas costeras. Vílkove fue parte del raión de Klia hasta 2020, año en el que se hizo una reforma administrativa que redujo el número de raiónes del óblast de Odesa a siete, y el asentamiento pasó a ser parte del raión de Izmaíl.

## Demografía
La evolución de la población de Vílkove entre 1959 y 2022 fue la siguiente:
| 8767                                                          | 9873 | 10 302 | 11 022 | 9260 | 8570 | 8480 | 8201 | 8006 | 7712 |
| (Fuente: Cities & Towns of Ukraine y UKRAINE: Größere Städte) |      |        |        |      |      |      |      |      |      |

Según el censo de 2001, el 70% de la población son rusos, el 26,48% son ucranianos y el resto de minorías son principalmente rumanos (1,2%) y gagaúzos (0,3%). En cuanto al idioma, la lengua materna de la mayoría de los habitantes, el 83,46%, es el ruso; del 15,34%, el ucraniano. La confesión principal son viejos creyentes (lipovanos), mientras que el resto son miembros de la Iglesia ortodoxa ucraniana. 

## Economía
En Vílkove, la pesca en el Danubio, los lagos del delta y el Mar Negro es la principal ocupación de la población local. Además, la ciudad es famosa por su viticultura y el cultivo de fresas en las islas del delta del río.

## Infraestructura

### Arquitectura, monumento y lugares de interés
Junto con los cursos de agua naturales del delta y los canales excavados artificialmente para crear islas, Vílkove se incorporó al sistema de agua unificado de las zanjas naturales del Danubio. Hay un total de tres iglesias en la ciudad, dos iglesias de Nicolás, que fueron construidas en honor al santo patrón Nicolás de Myra, y la Iglesia de la Natividad.

### Transporte
Los canales ocupan hasta el 45% del área de la ciudad, lo que convierte a los barcos en un medio de transporte importante en la ciudad. En promedio, todavía hoy hay dos barcos por cada habitante. Hay una carretera que conecta la ciudad con Odesa, la T-1628.

## Galería

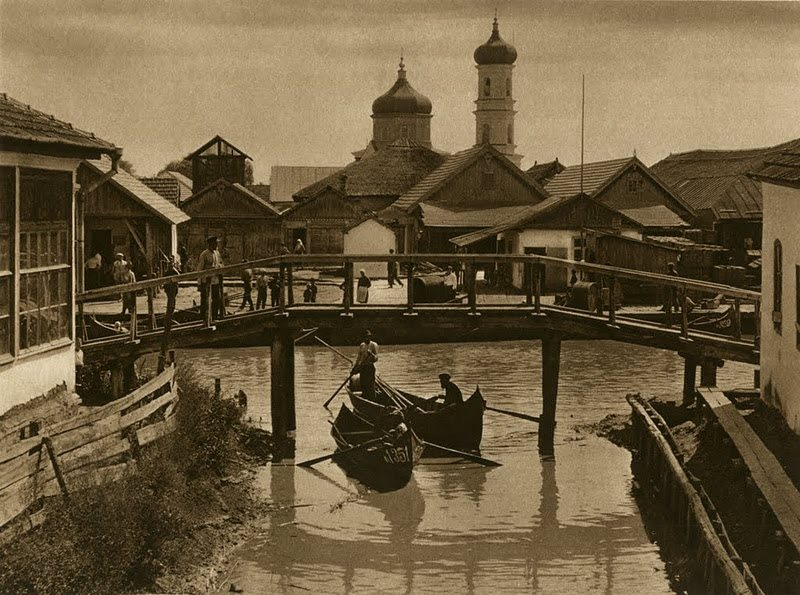
Inundaciones de la inundación del Danubio en el pueblo (1933)
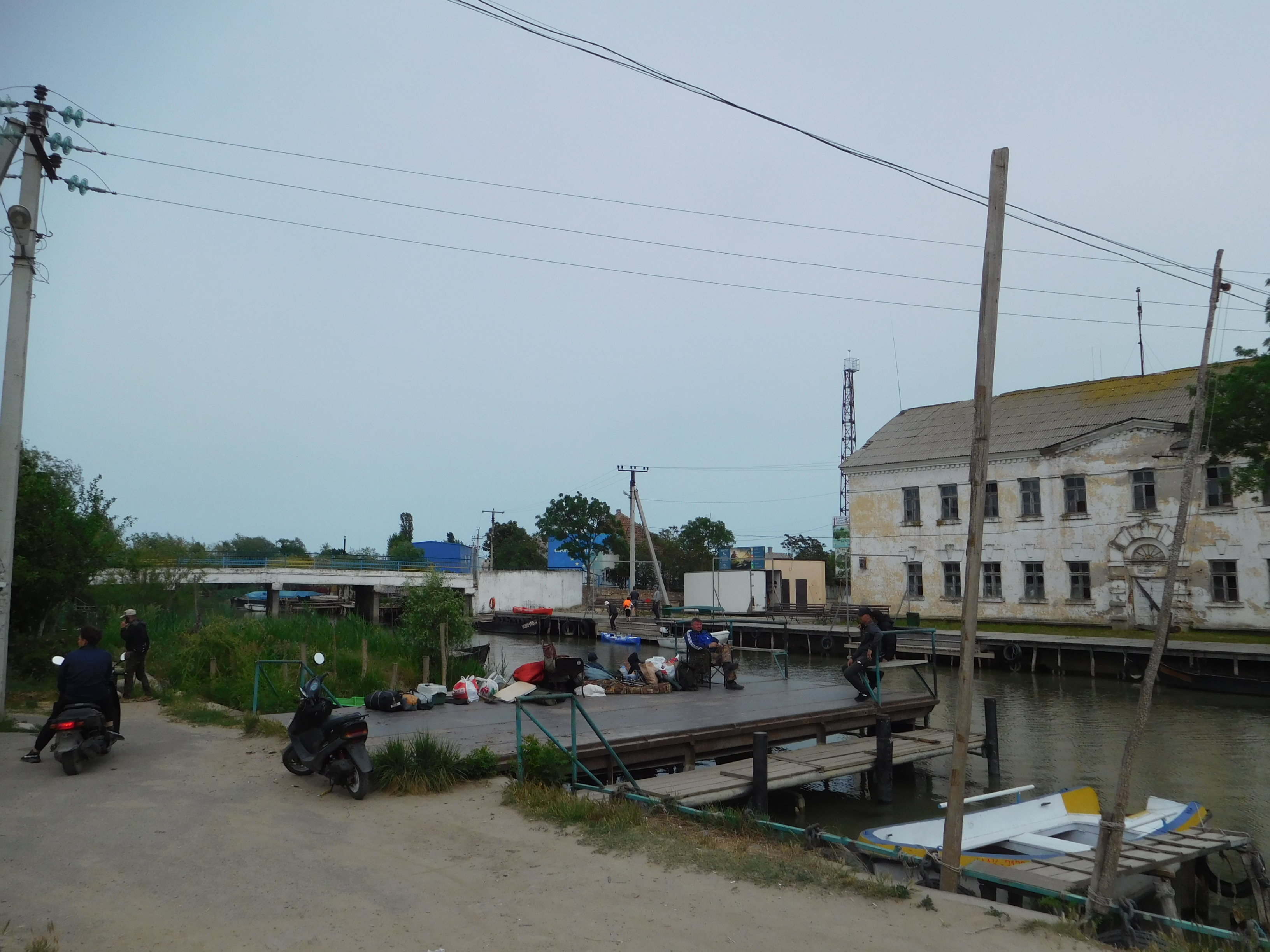
Canal de Bilojorod
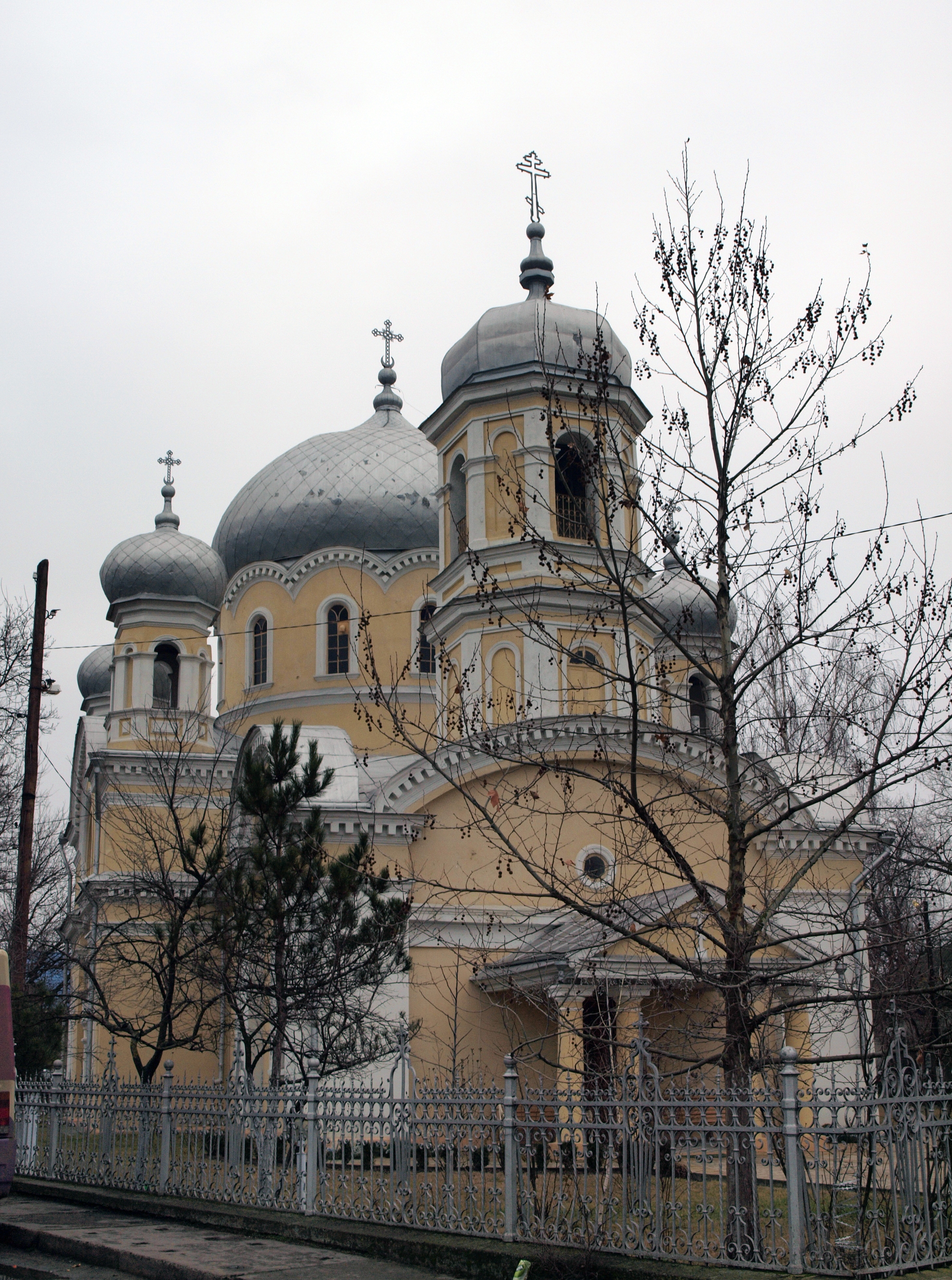
Iglesia de San Nicolás
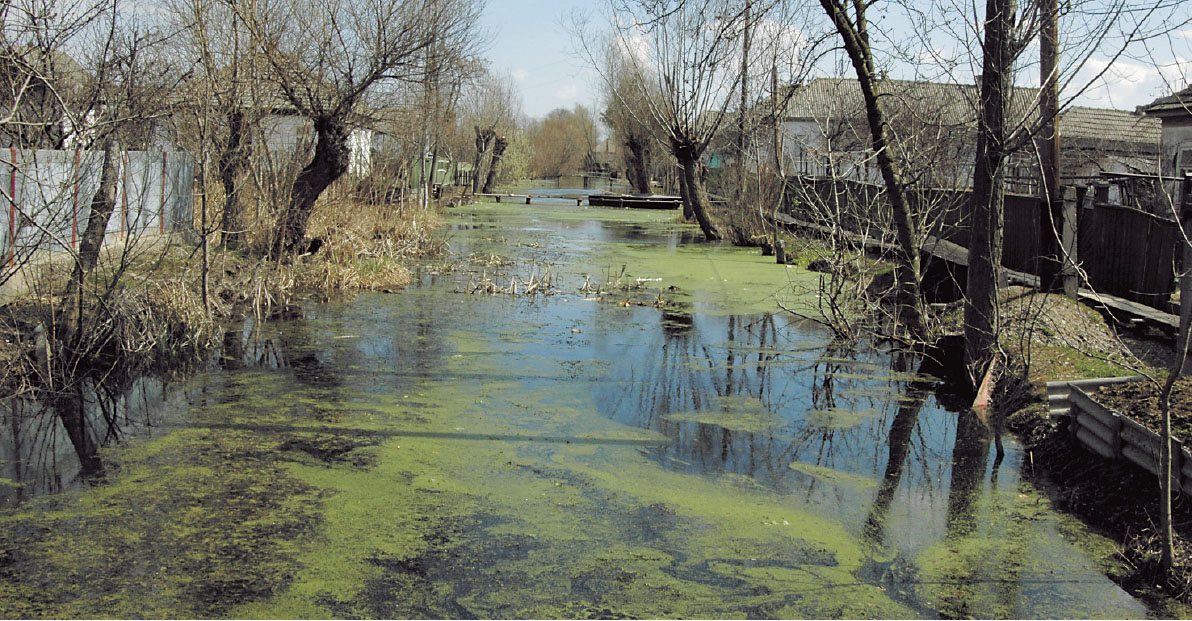
Canales de Vílkove